# فضای هندسی و مشهود
فضای هندسی و مشهود خود به سه قسمت تقسیم می‌شود
- فضای جغرافیایی
- فضای واقعی زندگی
- فضای داخلی - میانی معماری.

فضای جغرافیایی به‌طور ملموس قابل درک نیست چرا که طبق تصورات ما، می‌توانیم این فضا را با ابزرهای مختلف مانند نقشه طرح و ... بشناسیم
فضای مسکونی، فضایی نیمه ملموس است برخی ویژگی‌های آن را می‌توان به صورت ملموس درک کرد ولی بسیاری از ویژگی‌های آن برایمان غیرقابل درک است.
فضای داخلی و میانی فضایی کاملاً ملموس و قابل درک می‌باشد و به‌طور مستقیم با عناصر موجود در آن فضا قابل تشخیص می‌باشد

## زیبا شناسی در معماری
1. ↑  معماری فرم فضا نظم